# Obakeng Kamberuka
Obakeng Kamberuka (* 8. September 2003) ist eine botswanische Sprinterin, die sich auf den 400-Meter-Lauf spezialisiert hat.

## Sportliche Laufbahn
Erste internationale Erfahrungen sammelte Obakeng Kamberuka im Jahr 2022, als sie bei den U20-Weltmeisterschaften in Cali mit der botswanischen Mixed-Staffel über 4-mal 400 Meter in 3:24,76 min den siebten Platz belegte. Im Jahr darauf startete sie mit der Frauenstaffel bei den Weltmeisterschaften in Budapest und schied dort mit 3:31,85 min im Vorlauf aus. 2024 gewann sie bei den Afrikaspielen in Accra in 3:13,99 min gemeinsam mit Collen Kebinatshipi, Lydia Jele und Bayapo Ndori die Silbermedaille hinter dem nigerianischen Team. Zudem schied sie mit 24,12 s im Halbfinale im 200-Meter-Lauf aus und gewann mit der Frauenstaffel in 3:33,44 min gemeinsam mit Thomphang Basele, Lydia Jele und Oratile Nowe die Bronzemedaille hinter den Teams aus Nigeria und Sambia. Im Mai verpasste sie bei den World Athletics Relays auf den Bahamas mit der Mixed-Staffel eine Direktqualifikation für die Olympischen Spiele in Paris. Anschließend belegte sie bei den Afrikameisterschaften in Douala in 53,11 s den sechsten Platz über 400 Meter und gewann mit der Mixed-Staffel in 3:15,93 min gemeinsam mit Leungo Scotch, Bayapo Ndori und Galefele Moroko die Bronzemedaille hinter den Teams aus Südafrika und Nigeria.
2023 wurde Kamberuka botswanische Meisterin in der Mixed-Staffel.

## Persönliche Bestleistungen
- 200 Meter: 23,59 s (+0,5 m/s), 17. Februar 2024 in Gaborone
- 400 Meter: 52,60 s, 24. Februar 2024 in Pretoria